# Василий (Преображенский, Вениамин Сергеевич)
Епископ Василий, Василий Кинешемский (в миру Вениамин Сергеевич Преображенский; 7 (19) января 1876, Кинешма, Костромская губерния — 13 августа 1945, село Бирилюссы, Красноярский край) — епископ Русской православной церкви, епископ Ивановский, викарий Владимирской епархии.
Причислен к лику святых в чине святителя Русской православной церковью в августе 2000 года.

## Биография
Родился 7 января 1876 года в Кинешме (ныне — Ивановская область) в семье протоиерея.
В 1885 году поступил в Кинешемское духовное училище, которое окончил в 1890 году по первому разряду с правом поступления в духовную семинарию без экзамена. В том же году поступил в Костромскую духовную семинарию, по окончании которой в 1896 году был направлен на казённый счёт в Киевскую духовную академию. В 1900 году окончил КДА со степенью кандидата богословия за диссертацию «Славяно-русский скитский Патерик».
В 1901—1910 годах — преподаватель обличительного богословия, истории и обличения русского раскола и местных сект Воронежской духовной семинарии.
Написал за это время диссертацию «О скитском Патерике», за которую получил степень магистра богословия.
В 1910—1911 годы учился в Лондоне, где занимался углублённым изучением европейской культуры. Знал в совершенстве древние и новые европейские языки. Живя в Англии, заинтересовался скаутским движением, лично беседовал и слушал лекции основателя мирового скаутского движения Роберта Баден-Пауэлла.
По возвращении преподавал иностранные языки и всеобщую историю в Миргородской мужской гимназии, с 1914 года преподавал латинский язык в Петропавловской гимназии в Москве, в эти годы окончил педагогический институт.
После специальной поездки в Англию в 1914 году, где будущий святитель подробно изучал скаутский метод, вышли в свет 2 его книги «Бой-скауты», признанные лучшими на I Съезде скаутов в 1915 году, который постановил ознакомить с трудами В. С. Преображенского все школы, гимназии и лицеи России. Был участником двух дореволюционных съездов по скаутизму. В книге 1917 года адаптировал систему «скаутинг» для православной России.
Существует рассказ о том, как летом вместе с товарищами он катался на лодке, которая перевернулась. Погибая, обратился к Богу с просьбой сохранить ему жизнь, обещая полностью посвятить себя служению Церкви. В этот момент он увидел толстую длинную доску и, ухватившись за неё, выплыл. Все остальные, бывшие с ним, погибли.

### Служение в Кинешме
Осенью 1917 года вернулся в Кинешму, поступил псаломщиком в Вознесенскую церковь, в которой служил его престарелый отец. Вскоре Василий Преображенский приступил к созданию в Кинешме и её окрестностях православных кружков, основной целью которых было изучение Священного Писания.
16 июля 1920 года в Костроме архиепископом Костромским и Галичским Серафимом (Мещеряковым) был рукоположён во иерея целибатом. В 1921 году принял монашеский постриг с именем Василий в честь Василия Великого.
В том же году был арестован Иваново-Вознесенской губернской ЧК «как политически неблагонадёжный в качестве заложника в дни Кронштадтского мятежа».

### Архиерей
14 сентября 1921 года хиротонисан во епископа Кинешемского, викария Костромской епархии. Архиерейскую хиротонию его совершили архиепископ Костромской Серафим (Мещеряков), епископ Иваново-Вознесенский Иерофей (Померанцев), епископ Нерехтский Севастиан (Вести).
Жил в крайней бедности на окраине города в маленькой баньке, спал на голом полу, положив под голову полено. Был талантливым проповедником — его проповеди привлекали в храм множество людей.
Когда в Нижнем Новгороде начался голод, призывал в своих проповедях прихожан взять осиротевших детей умерших родителей к себе. Сам снял дом, в котором поселил 5 девочек-сирот и приставил к ним воспитательницу — благочестивую христианку. Создавал православные духовные кружки, которые сплачивали верующих — в этих кружках занимались изучением Священного Писания и учения церкви.
Был убеждённым противником обновленческого движения, что вызвало резкое неприятие властей.
4 марта 1923 года владыка Василий был назначен епископом Иваново-Вознесенским. Однако, долго пробыть на Ивановской кафедре деятельному архиерею не удалось. Уполномоченный ОГПУ писал 22 марта 1923 года: «<…> дабы парализовать его усиленное стремление к поднятию религиозных чувств среди масс (среди которых он пользуется большим влиянием) полагал бы епископа Василия выслать из пределов Иваново-Вознесенской губернии в одну из отдалённых местностей РСФСР». В мае 1923 был арестован и выслан на 2 года в посёлок Усть-Кулом Зырянского края.
В июле 1925 года вернулся в Кинешму, собрал вокруг себя духовных чад, но через полгода власти потребовали от него покинуть город. Жил в деревне Анаполь, в доме, построенном его келейником Александром Чумаковым, который сопровождал его в двух ссылках.
С 1926 года — епископ Вязниковский, викарий Владимирской епархии. По словам митрополита Сергия (Страгородского), это назначение было временным, так как владыка не мог вернуться в Кинешму и управлять своим викариатством.
О своём пребывании в Вязниках он писал: «Чувствую себя здесь пока спокойно: духовных детей пока не завожу, так как не уверен в долговременности своего пребывания здесь. Административных хлопот также очень мало». В Вязниках святитель закончил работу над «Беседами на Евангелие от Марка». Весной 1927 года он был выслан в Кинешму.
В 1927 году был назначен епископом Ивановским, но в управление епархией не вступил, так как власти отправили его в Кинешму, а в июле 1927 «для предотвращения укрепления реакционной тихоновщины» заставили его выехать в Кострому.

### В оппозиции митрополиту Сергию
Негативно отнёсся к «Декларации» (29 июля 1927 года) митрополита Сергия (Страгородского), которая призвала к полной лояльности к советской власти. Был сторонником митрополитов Агафангела (Преображенского) и Кирилла (Смирнова).
19 ноября 1928 году коллегия ОГПУ постановила выслать его на три года на Урал. Епископ и его духовные чада были, в частности, признаны виновными в том, что «не ограничиваясь духовным закрепощением отсталых слоёв верующих, особенно женщин, вовлекали их в кружки и сестричества, использовали при этом национальные предрассудки, материально поддерживали активных церковников, сосланных за антисоветскую деятельность». Ссылку отбывал в деревне Малоречка в двадцати пяти километрах от районного города Таборово Екатеринбургской области, где ежедневно совершал богослужения.
По возвращении из ссылки, с 1932 года жил в Орле. В марте 1933 года вновь арестован и по этапу отправлен в тюрьму в Кинешму. Был приговорён к пяти годам лишения свободы (вместе с ним был осуждён его верный келейник Александр Чумаков), находясь в заключении в лагере под Рыбинском, работал на строительстве канала.
В январе 1938 году был освобождён из лагеря, жил в Рыбинске, затем в селе Котово Ярославской области у Ираиды Тиховой. Создал небольшой религиозный кружок, тайно служил в небольшом храме, который был устроен в бане.

### Последний арест, ссылка, смерть
5 ноября 1943 года вновь был арестован, заключён в ярославскую внутреннюю тюрьму. В январе 1944 года доставлен этапом в Москву, во внутреннюю тюрьму НКВД, затем был заключён в Бутырскую тюрьму. Был приговорён к пяти годам ссылки. К тому времени был тяжело болен, а после объявления приговора у него случился тяжёлый сердечный приступ.
Отправлен по этапу в тюрьму города Красноярска, затем отправлен в далёкое село Бирилюссы, где 13 августа 1945 года скончался. Перед смертью попросил отбывавшую ссылку в том же селе монахиню прочесть канон на исход души. Когда она прочла последнюю молитву, святитель сам твёрдым голосом произнёс: «Аминь», — и тихо почил.

## Канонизация и почитание

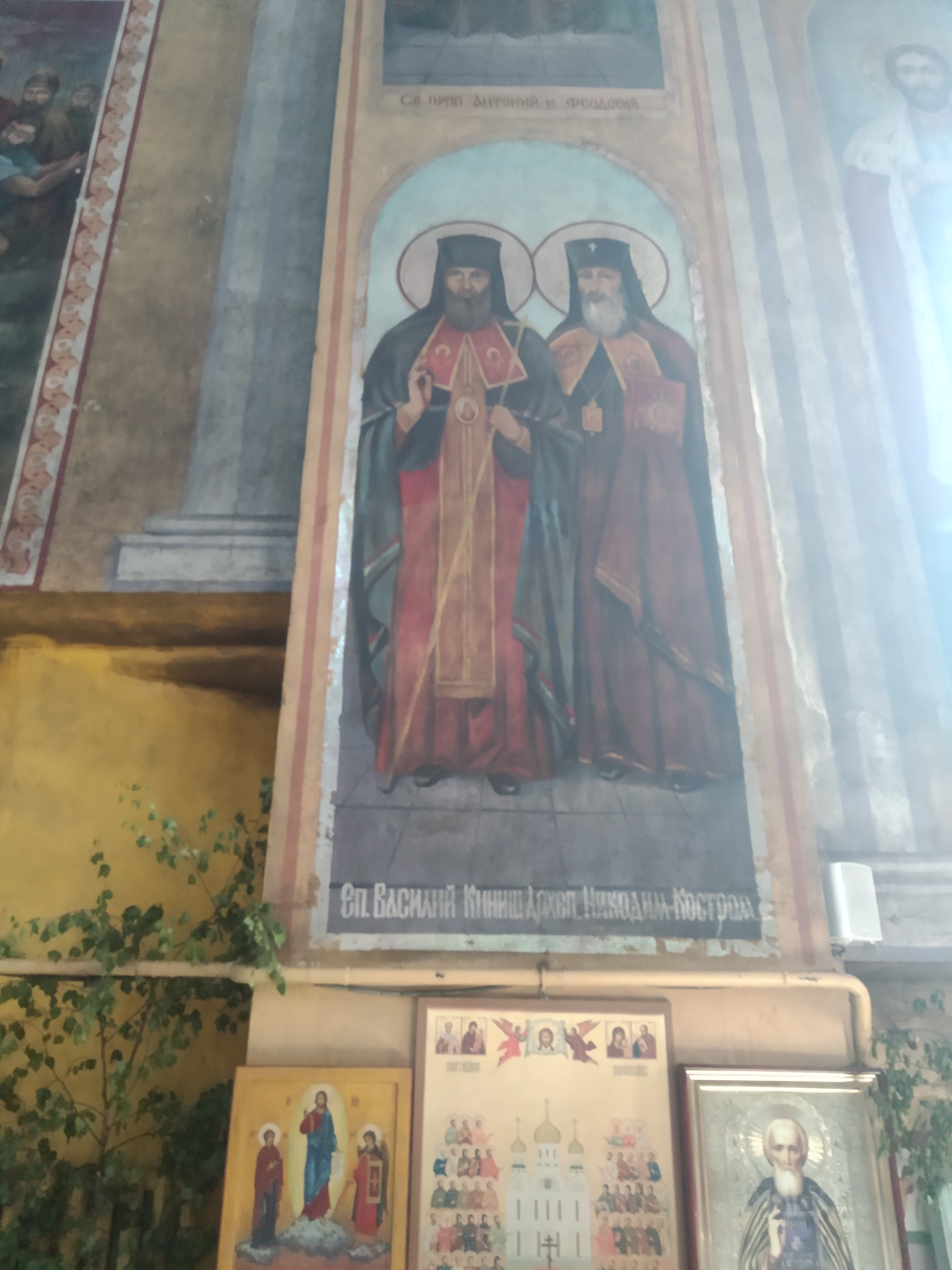
Святители Василий Кинешемский и Никодим Костромской. Стенная роспись. Храм Воскресения Христова, Вичуга

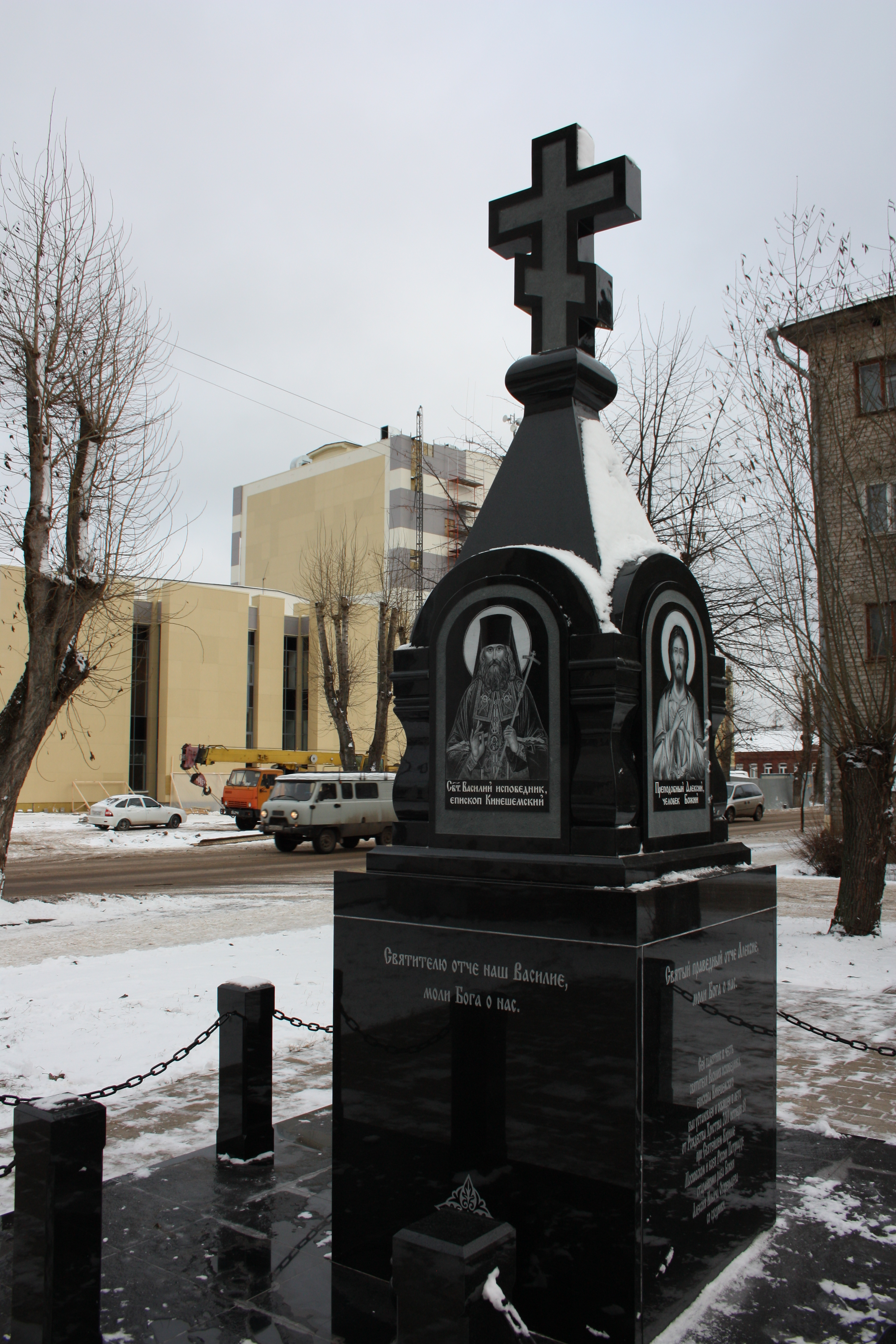
Часовня святителя Василия Кинешемского, Кинешма

Имя Василия Кинешемского было внесено в черновой список поимённый новомучеников и исповедников российских при подготовке канонизации, совершённой РПЦЗ в 1981 году. Однако список новомучеников с включением в него имени епископа Василия был издан только в конце 1990-х годов.
18 октября 1985 года были обретены его мощи и привезены в Москву; затем перенесены во Введенский женский монастырь в городе Иваново.
В 1993 году причислен к лику местночтимых святых Ивановской епархии. Прославлен в августе 2000 года Юбилейным Архиерейским собором Русской православной церкви в лике Новомучеников и Исповедников Российских.
В 2011 году в Кинешме рядом с храмом Вознесения Господня открыта часовня святителя Василия Кинешемского.
В июне 2012 года его мощи были приняты из Введенского монастыря города Иваново секретарём Синодальной комиссии Московского патриархата по канонизации святых игуменом Дамаскиным (Орловским) на основании распоряжения патриарха Московского и всея Руси Кирилла и увезены в неразглашаемое место (одновременно монастырю были переданы мощи священномученика Владимира Введенского). В изданном в том же году настольном календаре Русской православной церкви издательства Московской патриархии память священноисповедника Василия 31 июля/13 августа и 5/18 октября отсутствовала, равно как и имена 35 других новомучеников (его имени нет и в составе Собора святых Ивановской митрополии, утверждённого 7 мая 2015 года патриархом Кириллом); при этом решения о его деканонизации не выносилось ни Священным синодом, ни прошедшим в феврале 2013 года Архиерейским собором (только они могут выносить решения о (де)канонизации от лица всей Церкви). По мнению Андрея Кураева, такое могло случиться ввиду открытия новых документов, содержащих указания на факты, «не соответствующие христианским представлениям о том, как святой (не простой человек, а именно образцовый святой) должен вести себя на допросе и даже под пыткой». Тихон (Шевкунов), негативно отнёсшийся к подобному шагу, пояснил: «Представители комиссии уже выступили и ответили, что это совершенно не „деканонизация“, а это действия по дополнительному исследованию».
4 апреля 2014 года в Кинешме открыт музей святителя Василия Кинешемского. Новое здание точно повторяет контуры сгоревшего дома, в котором Василий Кинешемский служил в годы изгнания. Среди экспонатов — ряса, кадило, рукописи и другие личные вещи, которые более полувека хранились в семьях духовных детей святителя.

## Адреса
Москва — 6-й Ростовский переулок, д. 11.
Воронеж — ул. Малая Дворянская, д. 13.

## Труды
- О скитском патерике: магистерская диссертация.
- Бой-скауты : Практич. воспитание в Англии по системе Баден-Поуелля. — Москва : Печ. А. И. Снегиревой, 1915. — [6], 232 с. — (Известия Педагогического института им. П. Г. Шелапутина в г. Москве / Под ред. дир. Ин-та А. Н. Ясинского; Кн. 5)
- Бой-скауты: Руководство самовоспитания молодёжи по системе «скаутинг» сэра Роберта Баден-Поуэлля применительно к условиям русской жизни и природы. В переработке В. А. Попова и В. С. Преображенскаго. Вып. 1, 2, 3. [М., типография Т-ва И. Д. Сытина, 1917]. — 383 с.
- Нравственное воспитание скаута. — Сан-Франциско (Калифорния) : Изд-во Центр. штаба НОРС, 1966. — 30 с.
- Беседы на Евангелие от Марка. — М. : Отчий дом, 1996. — 623 с. — (Подвижники XX столетия. Жизнеописания, воспоминания, творения). — ISBN 5-7676-0043-0
  - Беседы на Евангелие от Марка. — М. : Отчий дом, 2003. — 847 с. — ISBN 5-87301-080-3.
  - Беседы на Евангелие от Марка. — М. : Отчий дом, 2004. — 846 с. — ISBN 5-87301-080-3
  - Беседы на Евангелие от Марка. — Москва : Отчий дом, 2007. — 846 с. — (Основы духовной жизни). — ISBN 5-87301-080-3
  - Беседы на Евангелие от Марка. — Москва : Отчий дом, 2008. — 846 с. — (Основы духовной жизни). — ISBN 5-87301-080-3
  - Беседы на Евангелие от Марка. — Москва : Отчий дом, 2009. — 846 с. — (Основы духовной жизни). — ISBN 5-87301-080-3
  - Беседы на Евангелие от Марка. — Москва : Отчий дом, 2010. — 878 с. — (Основы духовной жизни). — ISBN 5-87301-080-3
  - Беседы на Евангелие от Марка священномученика Василия Кинешемского. — Москва : Сибирская Благозвонница, 2011. — 862 с. — ISBN 978-5-91362-265-5 — 7000 экз.
  - Беседы на Евангелие от Марка. — Москва : Отчий дом, 2012. — 878 с. — (Основы духовной жизни). — ISBN 5-87301-080-3
  - Беседы на Евангелие от Марка священномученика Василия Кинешемского. — Москва : Сибирская Благозвонница, 2012. — 862 с. — ISBN 978-5-91362-545-8
  - Беседы на Евангелие от Марка. — Москва : Отчий дом, 2014. — 877 с. — (Основы духовной жизни). — ISBN 5-87301-080-3
- Зерно любви, 2012. — ISBN 978-5-89424-101-2.
- Алфавит духовный, 2012. — ISBN 978-5-89424-092-3.
- Духовное восхождение : избранные советы и наставления. — Москва : Духовное преображение, 2021. — 126 с. — ISBN 978-5-00059-436-0 — 20 000 экз.